# Hendrik van Herxen
Hendrik van Herxen (overleden Zwolle, 16 januari 1487), ook wel Hendrik Zwarte van Herxen genoemd, was tussen 1472 en 1487 de vierde rector van het Rijke Fratershuis.

## Biografie
Hij stamde af van een aanzienlijke familie en was een neef van Dirk Hermansz van Herxen. Zijn welgestelde ouders (Gerard Kute en Geertruid Zwart) konden privé-onderwijs voor hun zoon bekostigen. Hendrik had twee zusters genaamd Lumme en Wendelmoet. Hij was lector aan de parochieschool in Zwolle, maar sloot zich na een tijdje aan bij de Broeders van het Gemene Leven zodat hij zich onverdeeld aan de godsdienst kon wijden. Hendrik begon als novice, werd na een proeftijd frater, was tussen 1435-1482 procurator en werd uiteindelijk in mei 1482 aangesteld als rector van het Rijke Fratershuis.
Onder zijn bewind verging het de Broeders van het Gemene Leven goed. Van Herxen hield er een ascetische leefstijl op na en hield zich o.a. bezig met het kopiëren van onder meer De civitate van Augustinus van Hippo, Konrad von Eberbachs Exordium Magnum Cisterciense, het Bonum universale de apibus van Thomas van Cantimpré en alle boeken en brieven van Bernardus van Clairvaux. Ook nam hij de preken van verschillende geleerden, homilieën, 'multa studia clericorum' en de kleine geschriften van Dirk van Herxen voor zijn rekening.
Door een overstroming van de IJssel in januari 1487 kon het stoffelijke overschot van Van Herxen niet vervoerd worden naar de Congregatie van Windesheim en werd daarom in Zwolle begraven.